# Mihály Zichy
Mihály Zichy, född 15 oktober 1827 i Zala, död 1 mars 1906 i Sankt Petersburg, var en ungersk målare. 
Zichy studerade vid akademien i Wien och var elev av Ferdinand Georg Waldmüller och blev på dennes anbefallning lärare för en storfurstinna i Ryssland, lämnade hovet 1850, men återvände 1856, blev 1859 hovmålare och stannade som sådan, till dess han 1874 flyttade till Paris. 
I sina framställningar gick Zichy ofta långt utanför verklighetens gränser, men i formgivningen var han modern realist. Han höll sig gärna till skräckfulla ämnen och spökhistorier eller till allegorisk tendensframställning; någon gång blev han i genrebilder humoristisk. 
Bland hans arbeten kan nämnas Kejsarinnan Elisabet vid Deáks likkista (museet i Budapest) och allegorin Förstörelsedemonens vapen, akvarellerna Messias och Lucifer på Wartburg, Människan mellan förnuft och dårskap, Judiska martyrer och Av jord är du kommen. Bäst anses han ha lyckats i sina illustrationer till skaldeverk av bland andra Byron och Lermontov.